# Körnerweg (Dresden)

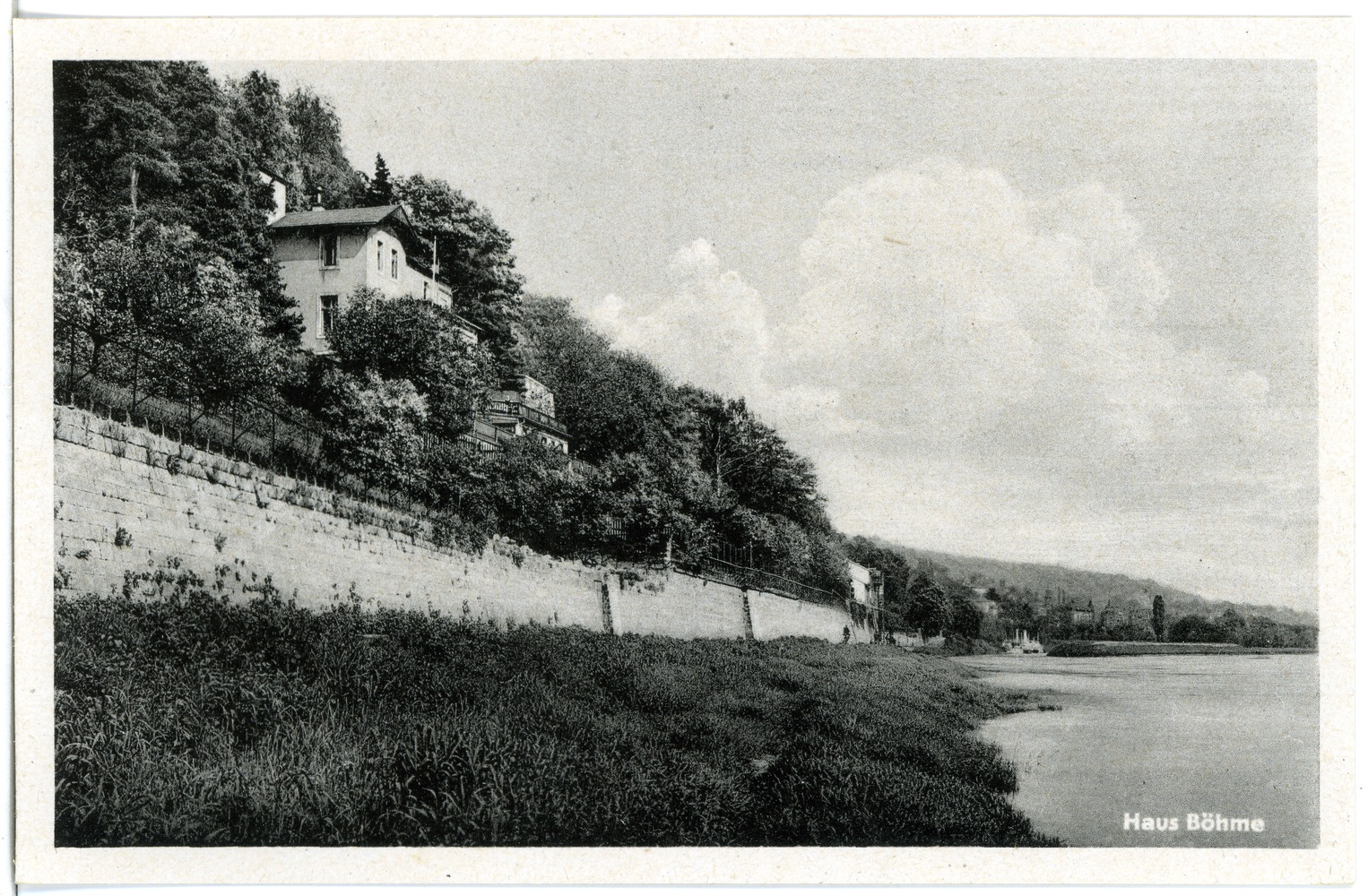
Körnerstraße 26 um 1940

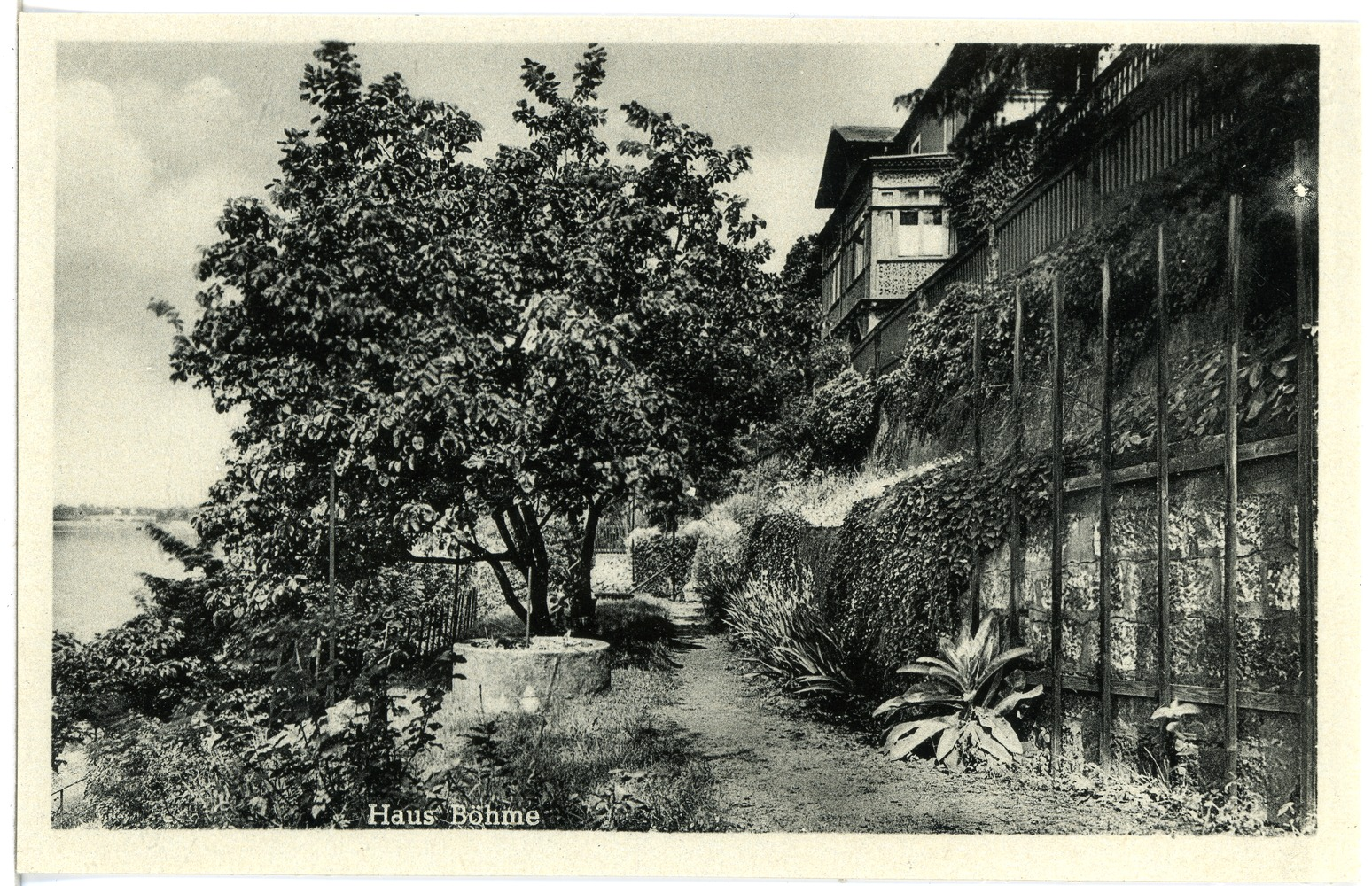
Körnerstraße 26 um 1952

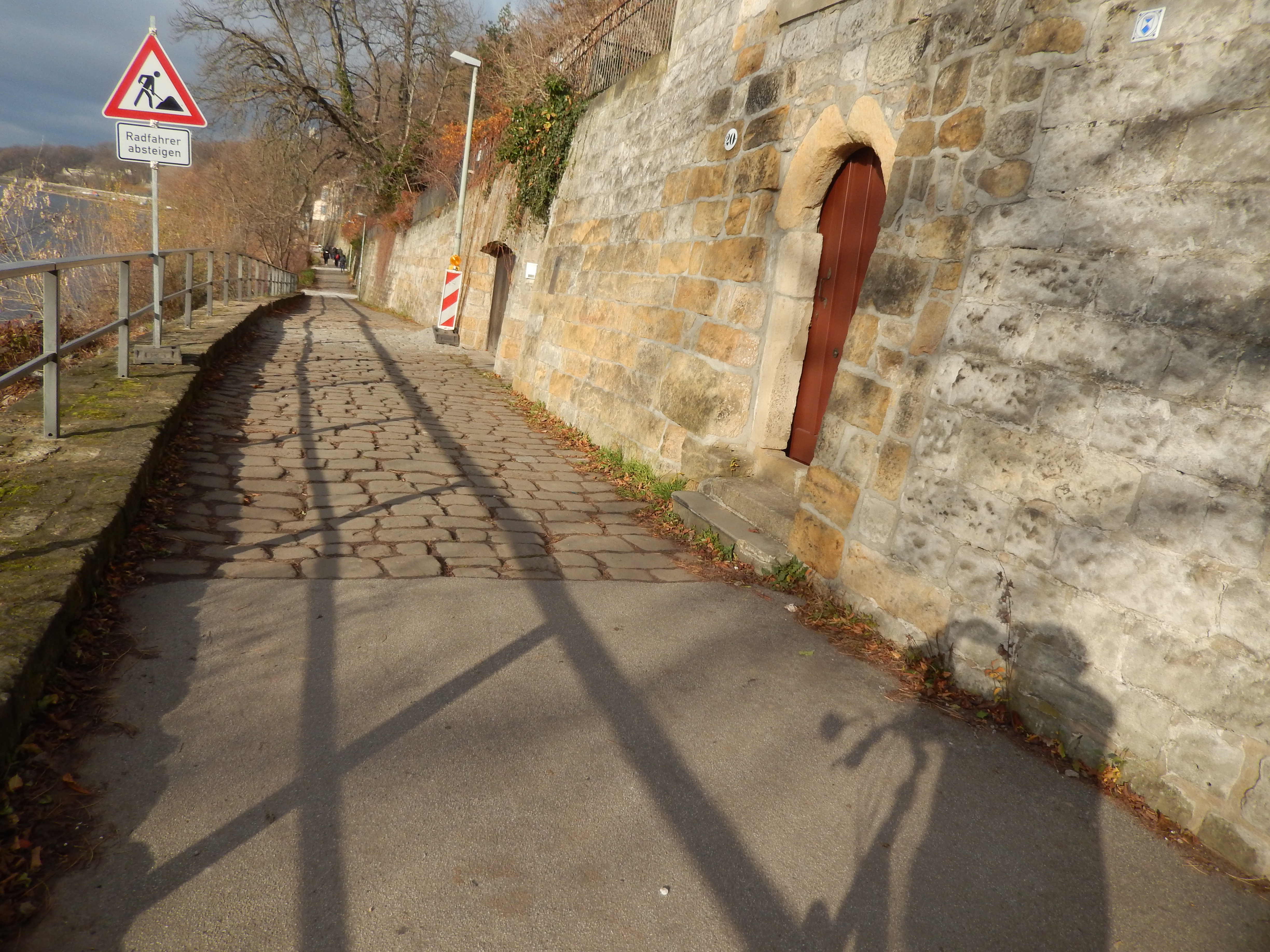
Körnerstraße 20

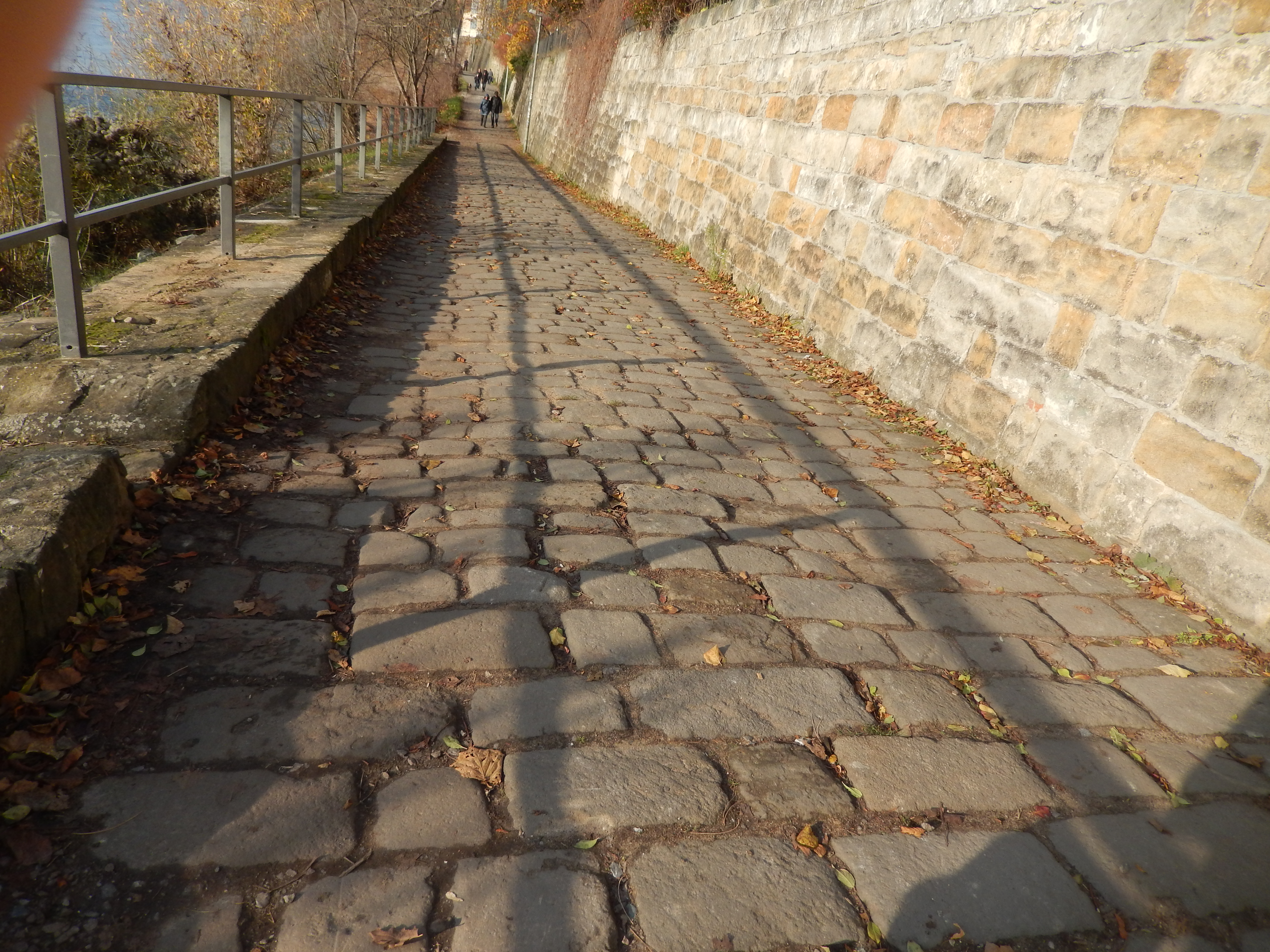
Holperpiste

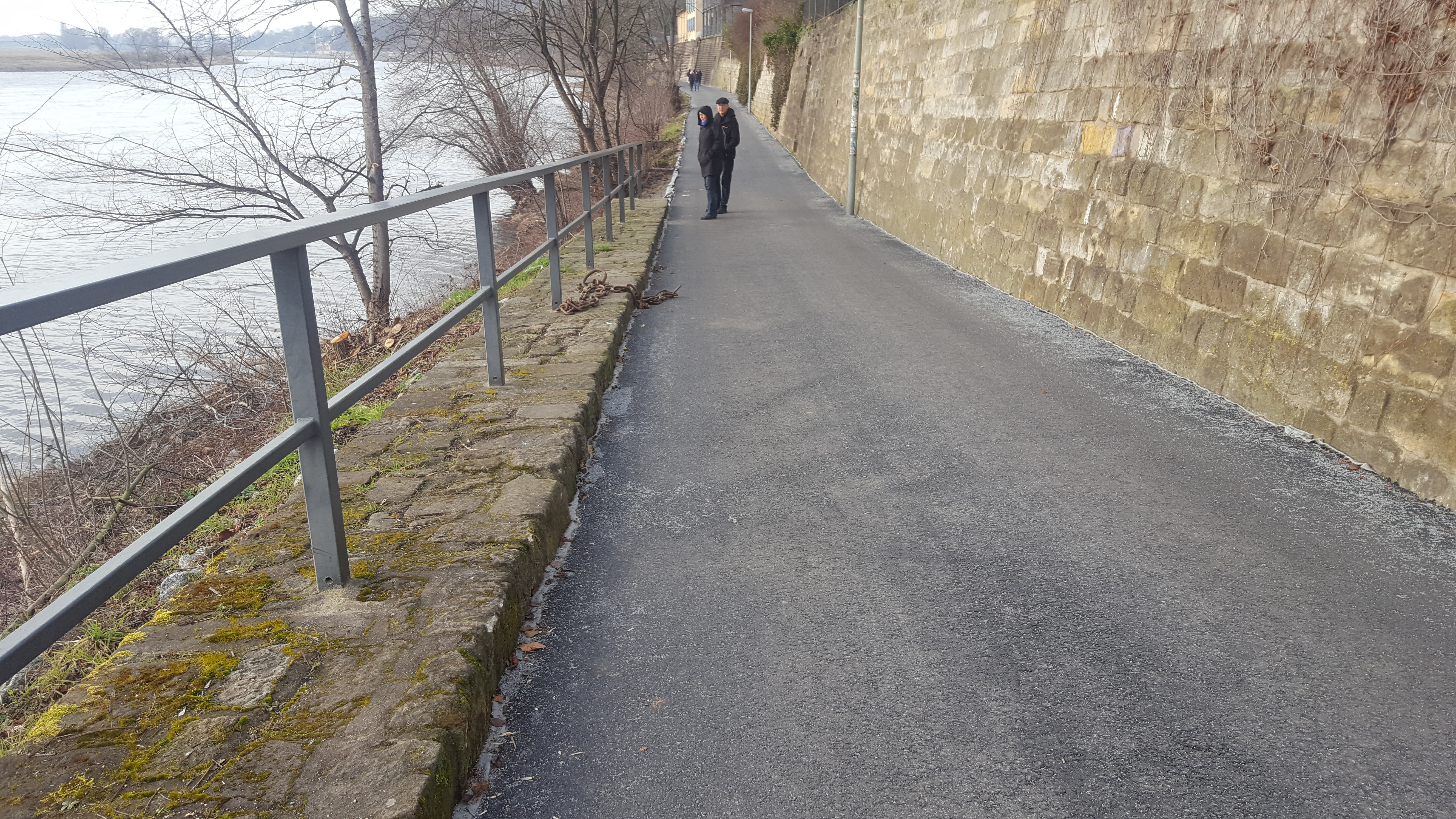
Asphaltierter Abschnitt 2020

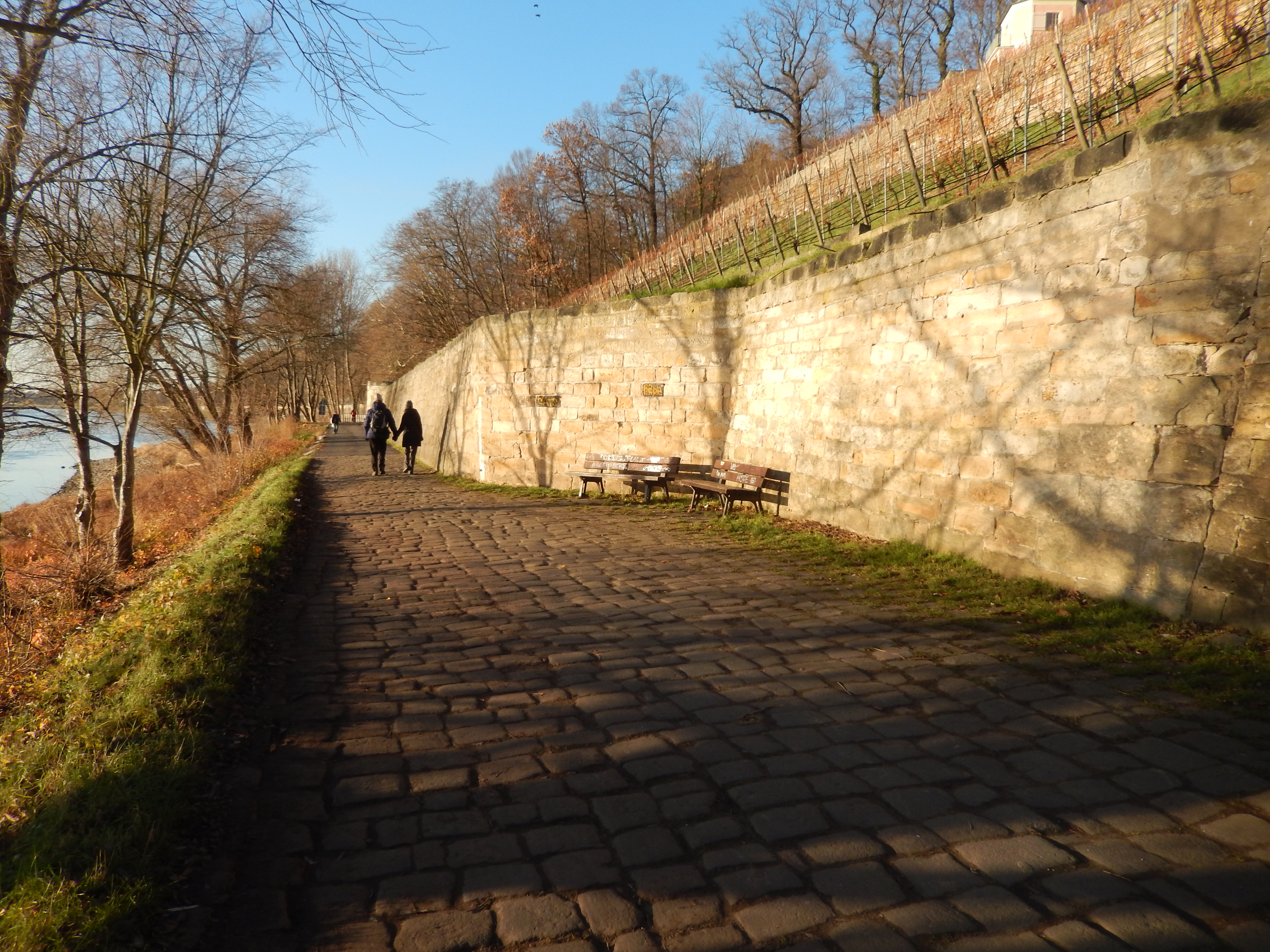
An Dinglingers Weinberg

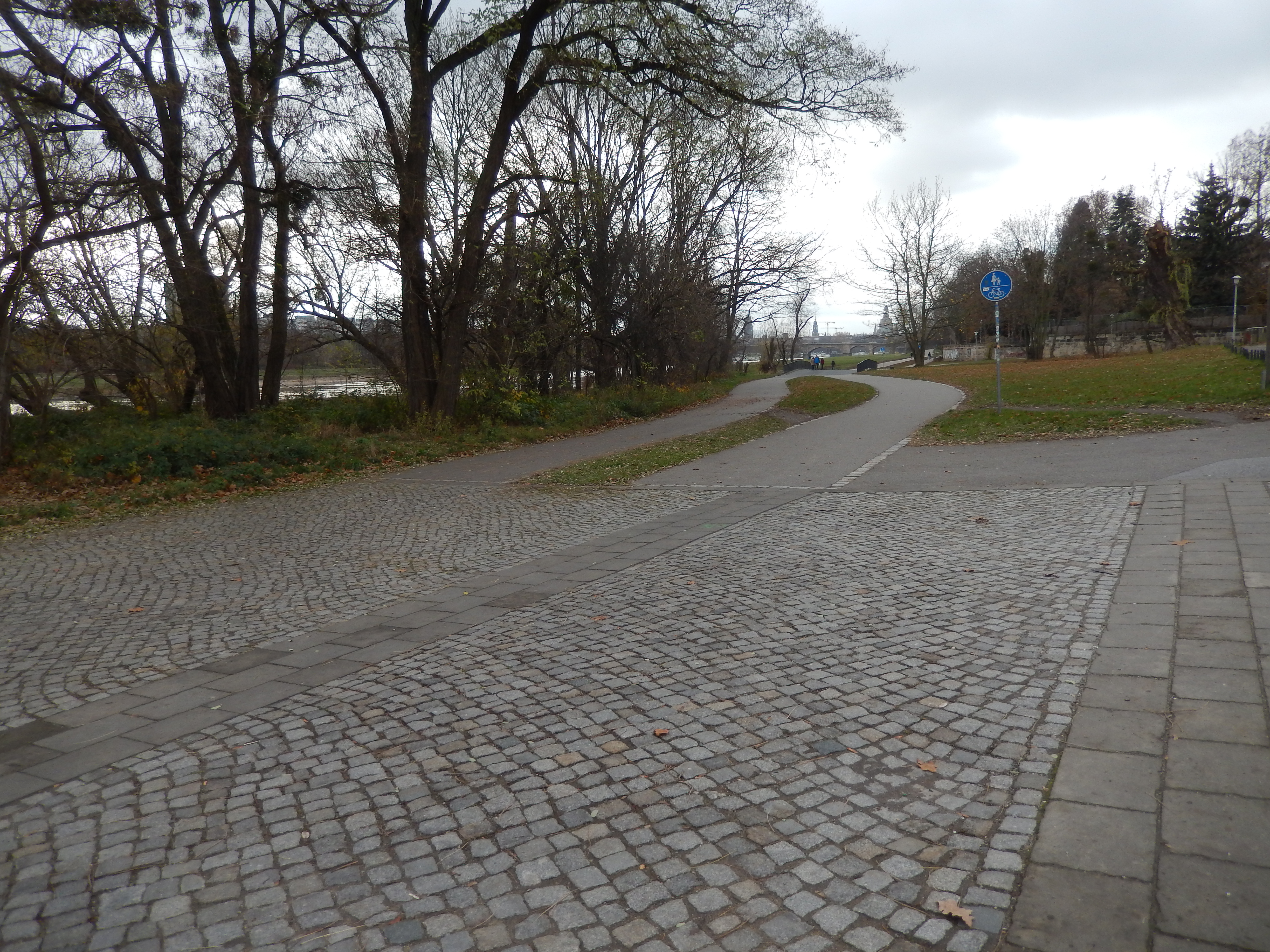
An der Prießnitzmündung

Der Körnerweg in Dresden verläuft vom Körnerplatz in Loschwitz stromabwärts in Richtung Innenstadt an der rechtselbischen Seite bis zur Holzhofgasse. Er ist Bestandteil des Elberadweges. Nach wenigen hundert Metern endet die ursprünglich angelegte schmale Straße am Grundstück Körnerweg 26 und verengt sich zu einem Pfad. Der Weg wird stark von Wanderern, Spaziergängern und Radfahrern genutzt. Auf Grund seines desolaten Zustands, grobem Pflaster mit Verwerfungen, abgeplatzten Steinen und Fugen mit größeren Zwischenräumen vom Körnerplatz bis zur Einmündung des Heilstättenweges ist er nicht geeignet für Rollator- oder Rollstuhlnutzer, auch Radfahrer schieben lieber das Fahrrad.

## Geschichte
Der Körnerweg entstand vor dem Jahr 1700 und verband als Marktweg das Dorf Loschwitz mit der Stadt Altendresden (Dresdner Neustadt). Die Händler und Bauern brachten so ihre Erzeugnisse in die Stadt. Wenig später siedelten an der Hanglage Anwohner, Weinbauern, Fischer sowie Handwerker und Künstler. Im Jahr 1785 erwarb Christian Gottfried Körner (1756–1831), der Vater des Freiheitskämpfers und Nationaldichters Theodor Körner, ein Grundstück mit Weinberg und nutzte es als Sommerresidenz. Das Elbufer grenzte damals unmittelbar an die großen Stützmauern, welche die Grundstücke hochwassersicher begrenzen. Ein sehr schmaler Weg fand dazwischen zur Elbe noch Platz. Im Zeitalter der Industrialisierung benutzten die Bomätscher (Schiffszieher) den Weg zum Ziehen der Elbkähne. Anfang 1800 wurden die schmalen Treidelwege an beiden Elbufern mit großformatigen Sandsteinplatten gepflastert. Mit der Kettenschifffahrt im 19. Jahrhundert endeten die gefährlichen und mühevollen Arbeiten der Bomätscher. Der Körnerweg gewann immer mehr an Bedeutung mit dem ständigen Wachsen der Stadt Dresden. Der Name Körnerweg wurde um 1895 aktenkundlich erstmals genannt. Nun verband er die neu entstandene Radeberger Vorstadt Dresdens direkt. Der Weg wurde um 1908 verbreitert, so wie er noch heute ist. Im Jahr 1921 erfolgte die Eingemeindung nach Dresden. Damit sorgte der Körnerweg für Gesprächsstoff im Dresdner Stadtrat, denn die Anwohner forderten den Bau einer befestigten Straße bis zur Holzhofgasse. Heute ist der Name Körnerweg im Stadtrat ein fester Bestandteil der Beratungen, allerdings immer noch ohne zählbaren Erfolg. Nach dem Grundstück Körnerweg 26 verengt sich der Weg und führt als Pfad weiter bis zur Brockhausstraße und Eisenbornbach. Anschließend verbreitert sich der Körnerweg und teilt sich zusätzlich in einen Fußweg und einen kombinierten Rad- und Fußweg. Später wird der Weg bis zur Radeberger Vorstadt (Antonstadt) beziehungsweise Innere Neustadt weiter als Körnerweg bezeichnet. Am Prießnitzbach mündet der Körnerweg in die Holzhofgasse in Richtung Stadt. Der weiterführende Weg zur Stadt nennt sich Elberadweg.

## Beschreibung
Der Beginn des Körnerweges vom Körnerplatz in Loschwitz ist mit zwei großen Gebäuden flankiert. Dazwischen beginnt die schmale Straße des Körnerweges.
Linksseitig befinden sich zwei Wohngebäude, die Nummern 5 und 7, anschließend folgt eine Kleingartensparte, hier mündet der Loschwitzer Wiesenweg in den Körnerweg. Danach folgt an Nummer 15 ein Reiterplatz des Dresdner Sportvereins Integratives Reiten e. V. Angrenzend am Körnerweg 23 befindet sich der Loschwitzer Elbehafen mit dem Funktionsgebäude des Motorwassersportclubs „Elbe“ Dresden e. V. als Nutzer.
Rechtsseitig im Haus Körnerweg 2 wohnte der Historiker und Königlich-Sächsische Hofrat Heinrich Theodor Flathe (1827–1900). Der Körnerweg 4 beherbergt eine Pension, Landhaus Maria am Blauen Wunder. Besonders hervorzuheben ist das um 1784 erbaute Körnerhaus, Körnerweg 6, die Sommerresidenz der Familie Christian Gottfried Körner. Neben vielen Gästen, vor allem Künstler wie Johann Wolfgang von Goethe, Ludwig Tieck, Elisa von der Recke und Wolfgang Amadeus Mozart, weilte dort auch Friedrich Schiller von 1785 bis 1787 und hatte wohl die unbeschwerteste Zeit seines Lebens im Kreis der Familie Körner. Eine kleine Gedenkstätte erinnert an den Dichter Theodor Körner.
Das benachbarte Gebäude, das Winzerhaus Körnerweg 8 erinnert mit seinem Baustil an die Weinbergtradition. Es wurde um 1808 an Stelle der um 1609 errichteten Weinberglaube erbaut und 1909 mit Jugendstilelementen umgebaut. Übernommen wurde der Schlussstein mit der Inschrift JSR (Johann Samuel Roßig). Hier wohnte zeitweise der Professor an der Kunstgewerbeschule und Glaskunstmaler Josef Goller (1868–1947).
In der Nummer 12 wohnte einst die Hofschauspielerin und Ehrenmitglied der Bühne und Professorin der Schauspielkunst Pauline Ulrich (1835–1916).
Das Wohnhaus Körnerweg 16 bewohnte der Dresdner Bildhauer Bruno Fischer, sein bekanntestes Werk ist der Nymphenbrunnen an der Bürgerwiese in Dresden. Auf dem Grundstück Körnerweg 24, vom Bergdirektor Karl Friedrich Engler zur Verfügung gestellt, entstand um 1873 das Loschwitzer Wasserwerk. Im Körnerweg 24A ist die Sommerwirtschaft (Café) OS2 untergebracht. Das Gebäude Körnerweg 26 erbaute der Stifter Ludwig Adolf Böhme und wurde ab dem Jahr 1917 als Erholungsheim und Ärztehaus des Diakonissenkrankenhauses genutzt. Die Mündung des Mordgrundwassers und der Heilstättenweg kreuzen den Körnerweg. Anschließend folgen zwei Weinberge und die elbseitigen Grundstücksmauern der drei Elbschlösser. Schon ist das ehemalige städtische Wasserwerk Saloppe erreicht. Hier beginnt die Brockhausstraße und der Eisenbornbach mündet in die Elbe. Neben der Bachmündung befindet sich die Klengelkugel vom ehemaligen Weinberg des Oberlandbaumeisters Wolf Caspar von Klengel. Entlang des Körnerweges befinden sich an den Grundstücksmauern Gedenkstätten und Gedenkreliefs. Nach zirka 500 Metern in Richtung Stadt von der Saloppe aus befindet sich das um 1938 vom Dresdner Bildhauer Gustav Reißmann anlässlich seines 125. Todestages geschaffene Körnerdenkmal. Es wurde am 26. Oktober 1938 eingeweiht und stellt Szenen aus den Befreiungskriegen der Lützower Jäger dar. Die ursprüngliche Säulenvorhalle ist 1968 vom Ministerium für Staatssicherheit entfernt worden, es störte der Sichtkontakt in das Gelände des Ministeriums. Nach weiteren 50 Metern endet die Gemarkung Loschwitz und es beginnt die Gemarkung der Radeberger Vorstadt.
Anschließend verläuft der Körnerweg unter der Waldschlößchenbrücke und wird vor und nach der Brücke vom Oberkiesweg tangiert. Schließlich gelangt der Körnerweg an die ehemaligen Fiskalischen Ausschiffungsplätze und erreicht sein Ende an der Hofzhofgasse. Hier ist eine Elbquerung mit der Fähre der Verkehrsbetriebe Dresden nach dem Stadtteil Johannstadt möglich.

## Steinmetzzeichen
Die Steinmetzzeichen sind eine übliche Markierung der Handwerker, um ihre Arbeit zu dokumentieren. Sie ermöglichen Rückschlüsse auf die Baudurchführung und auch auf die Baugeschichte an historischen Baustellen. Steinmetzzeichen bestehen aus einfachen grafischen Zeichen zur Markierung, welche in der Struktur einer einfachen Linie oder später in Form von Symbolen, Buchstaben basieren. Dabei ist in Meisterkreuz und Steinversetzungzeichen zu unterscheiden. Steinmetzzeichen wurden damals zusätzlich als Merkmal, Monogramm oder Garantiezeichen benutzt, um auch die Stückzahl, Güte und Qualität der Steine nachzuweisen.
Um 1800 wurden die Wege der Bomätscher am Elbufer mit Sandsteinpflaster befestigt. Dabei verwendete man Reststeine und Bruchsteine aus den naheliegenden Sandsteinbrüchen. Vor Ort wurden die meisten Steine angepasst und verlegt. Manche Handwerker hinterließen dabei ihre Zeichen und Markierungen bei den Pflasterarbeiten. Einige sind jedoch durch unplanmäßge Umgestaltungen vernichtet worden und sind nicht mehr auffindbar. Interessant sind auch die Steine mit den Inschriften „eb 1.1.11“; „CH 8.7.1948“, wie auch „SH 25.5.1953“ oder die Mehrfachkennung des Zeichens „HM“. Diese bedeutenden historischen Zeichen sind Zeugnis des handwerklichen Könnens der damaligen Zeit und sollten bei einer bevorstehenden Sanierung Beachtung finden.

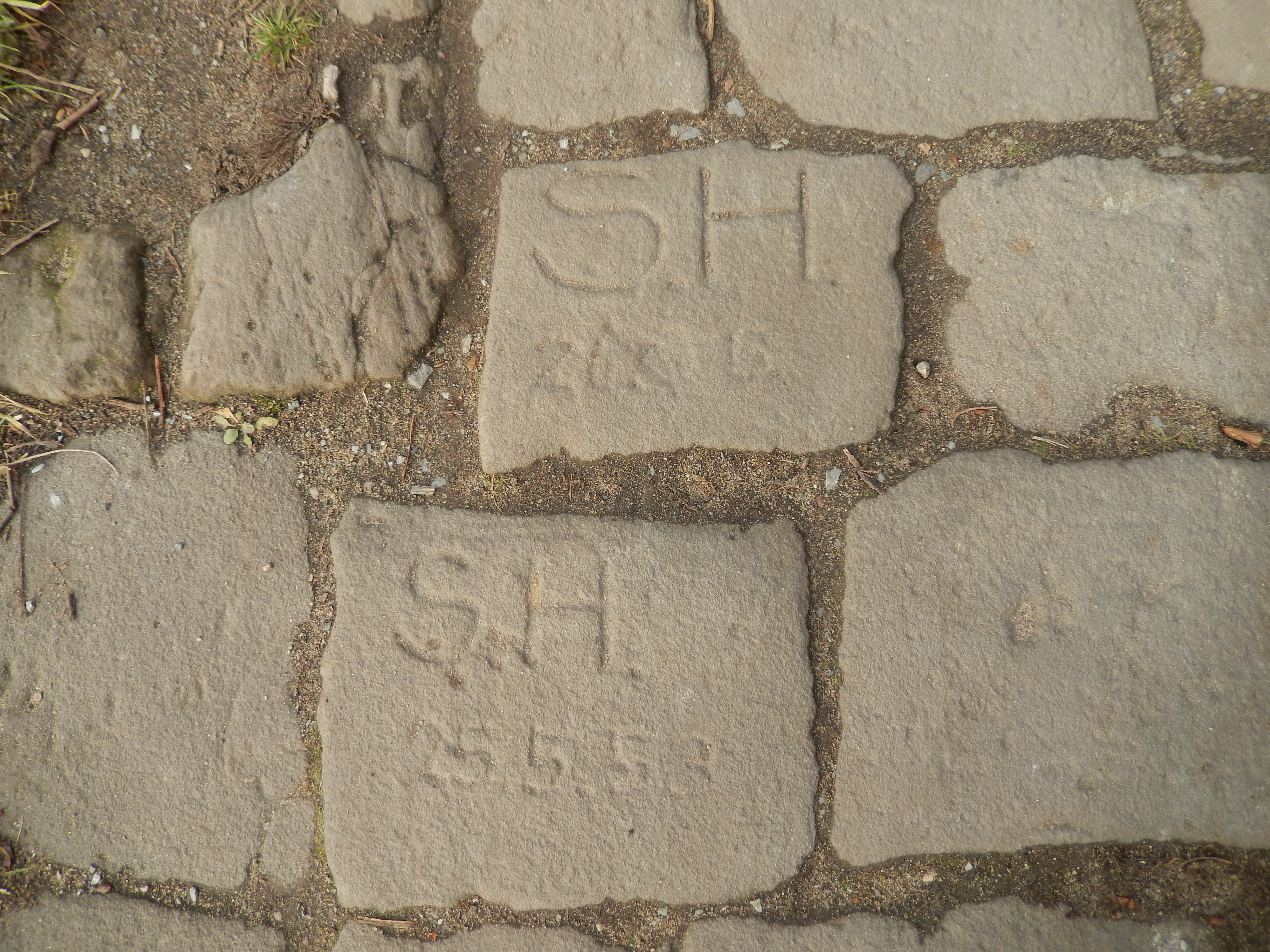
Steinmetzzeichen
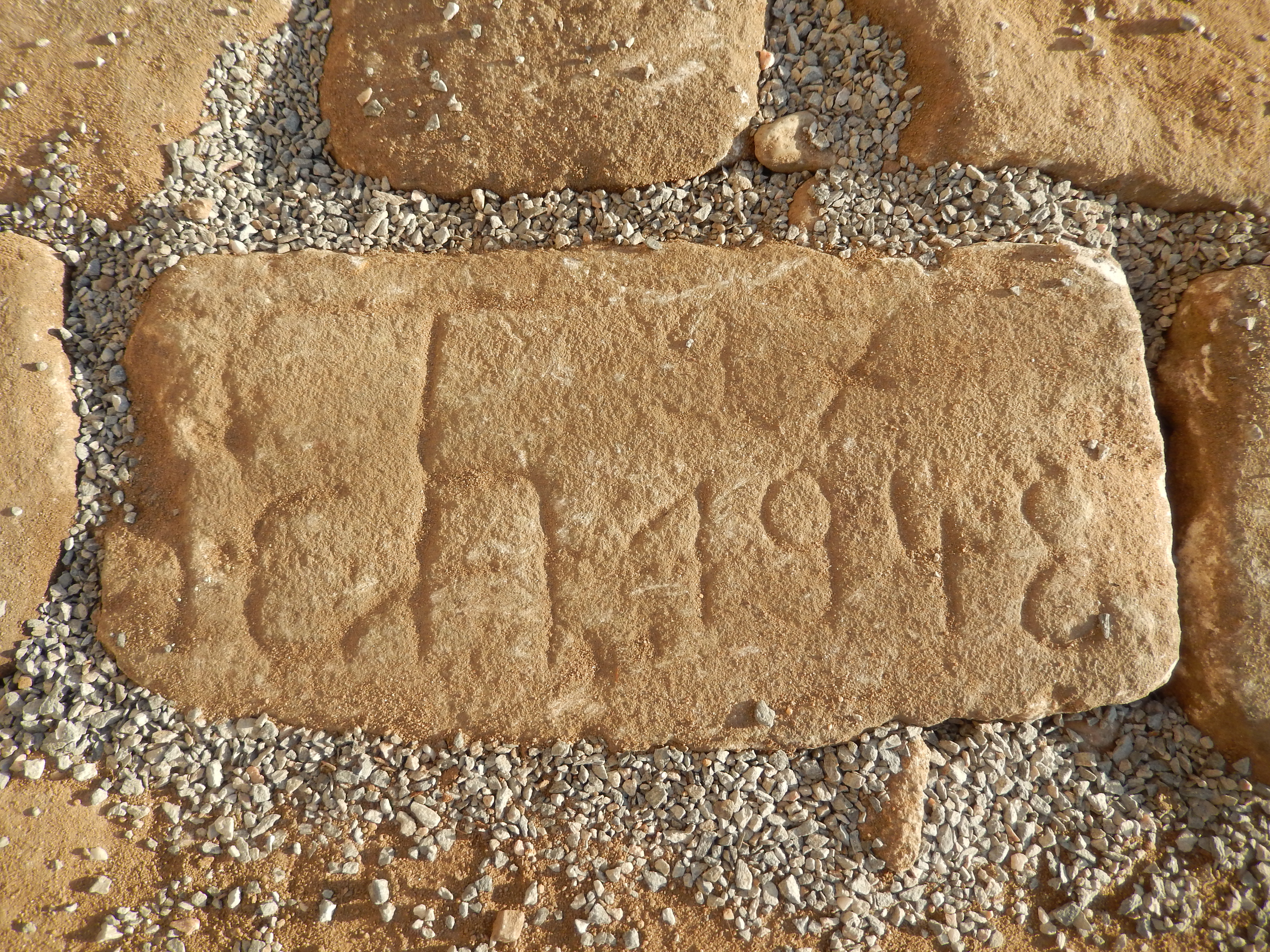
Steinmetzzeichen
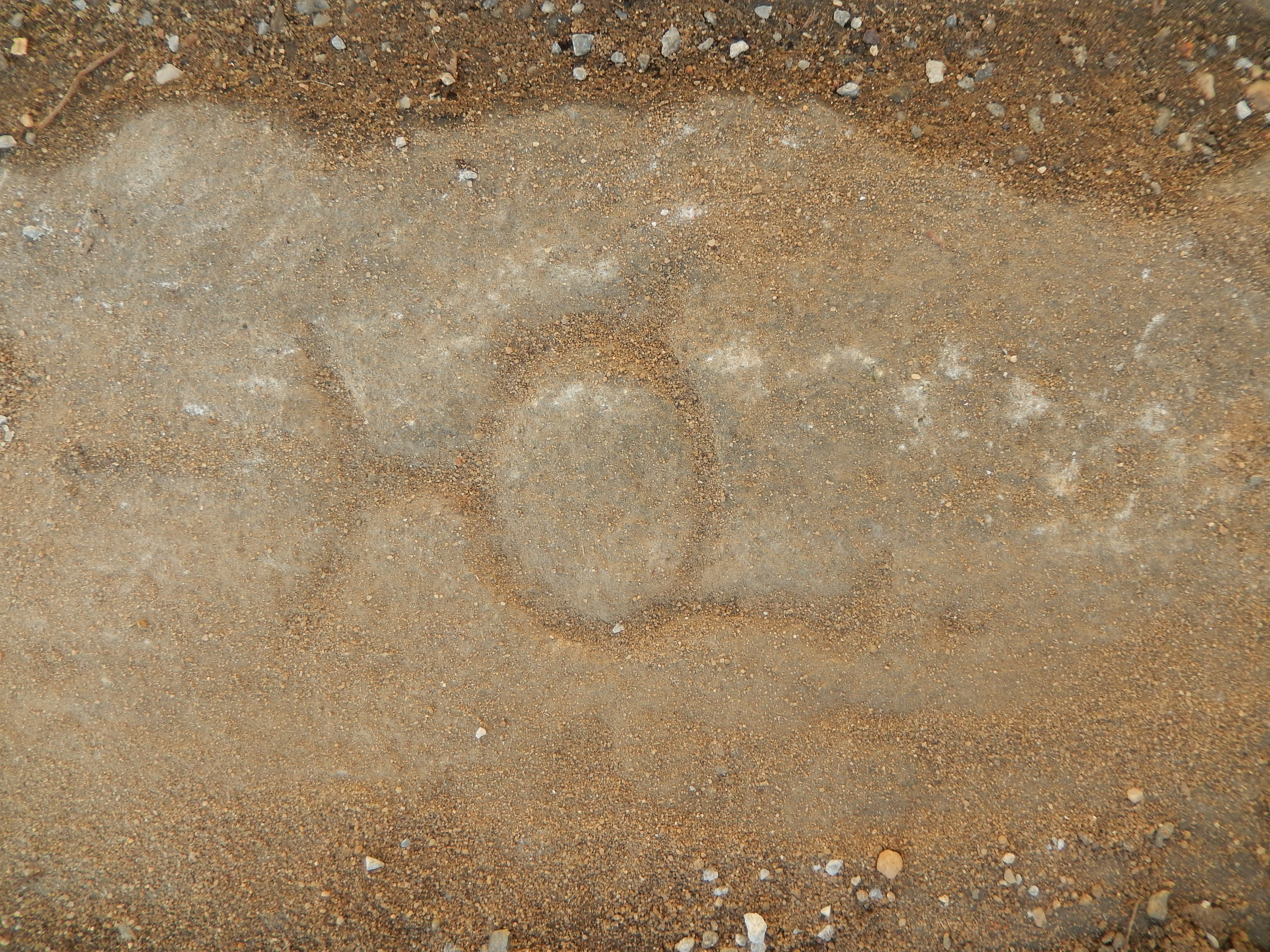
Steinmetzzeichen
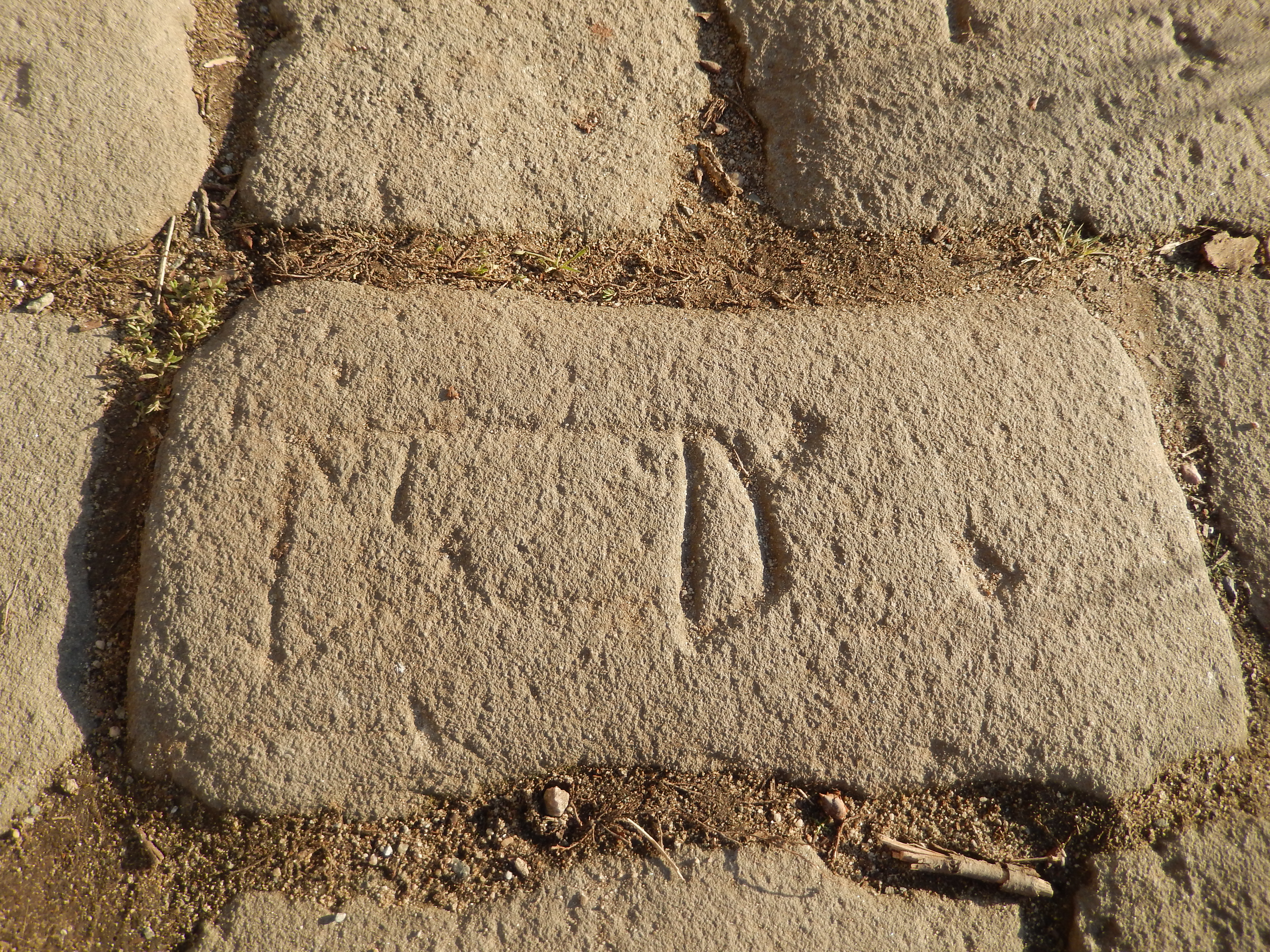
Steinmetzzeichen
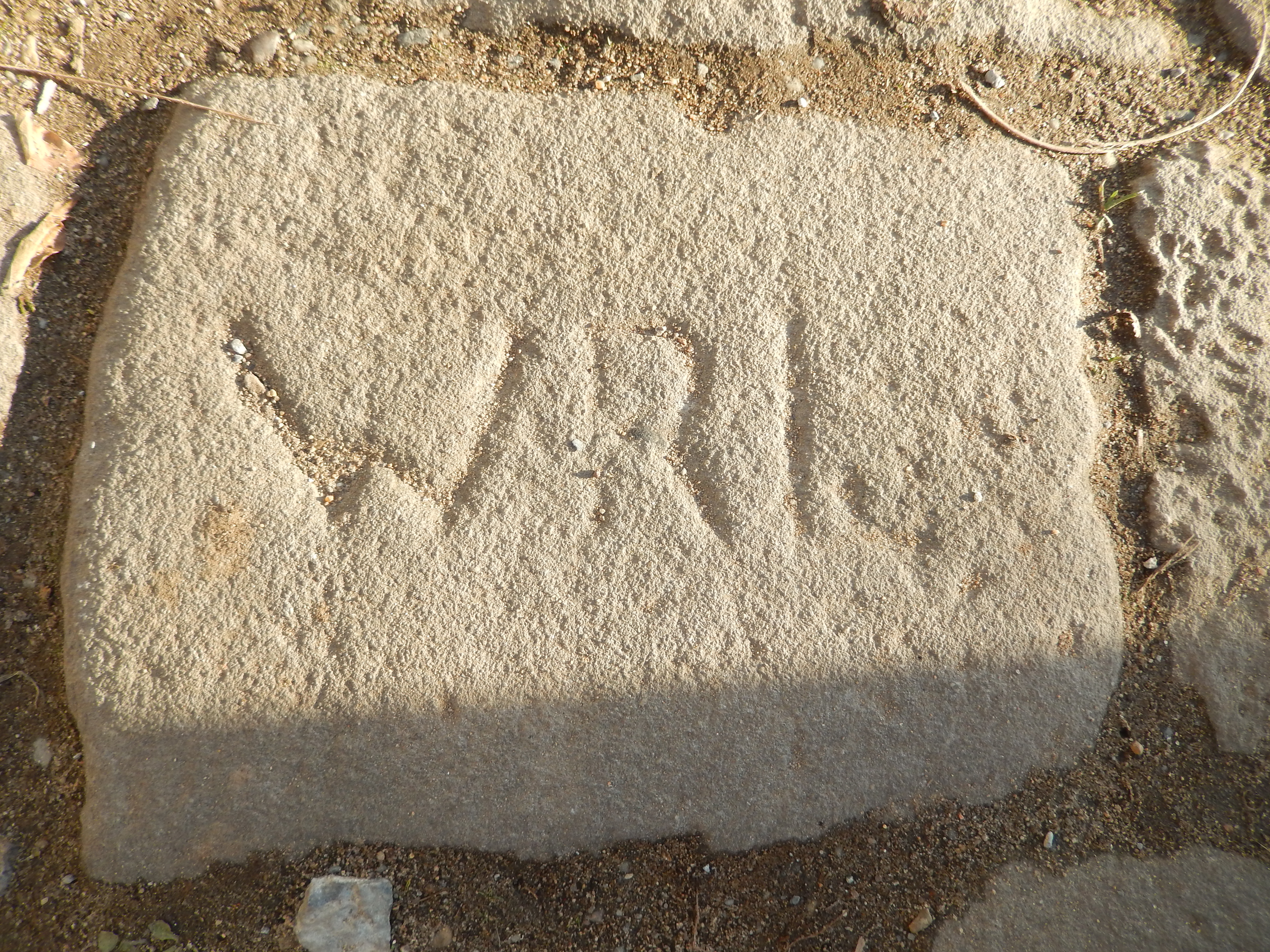
Steinmetzzeichen
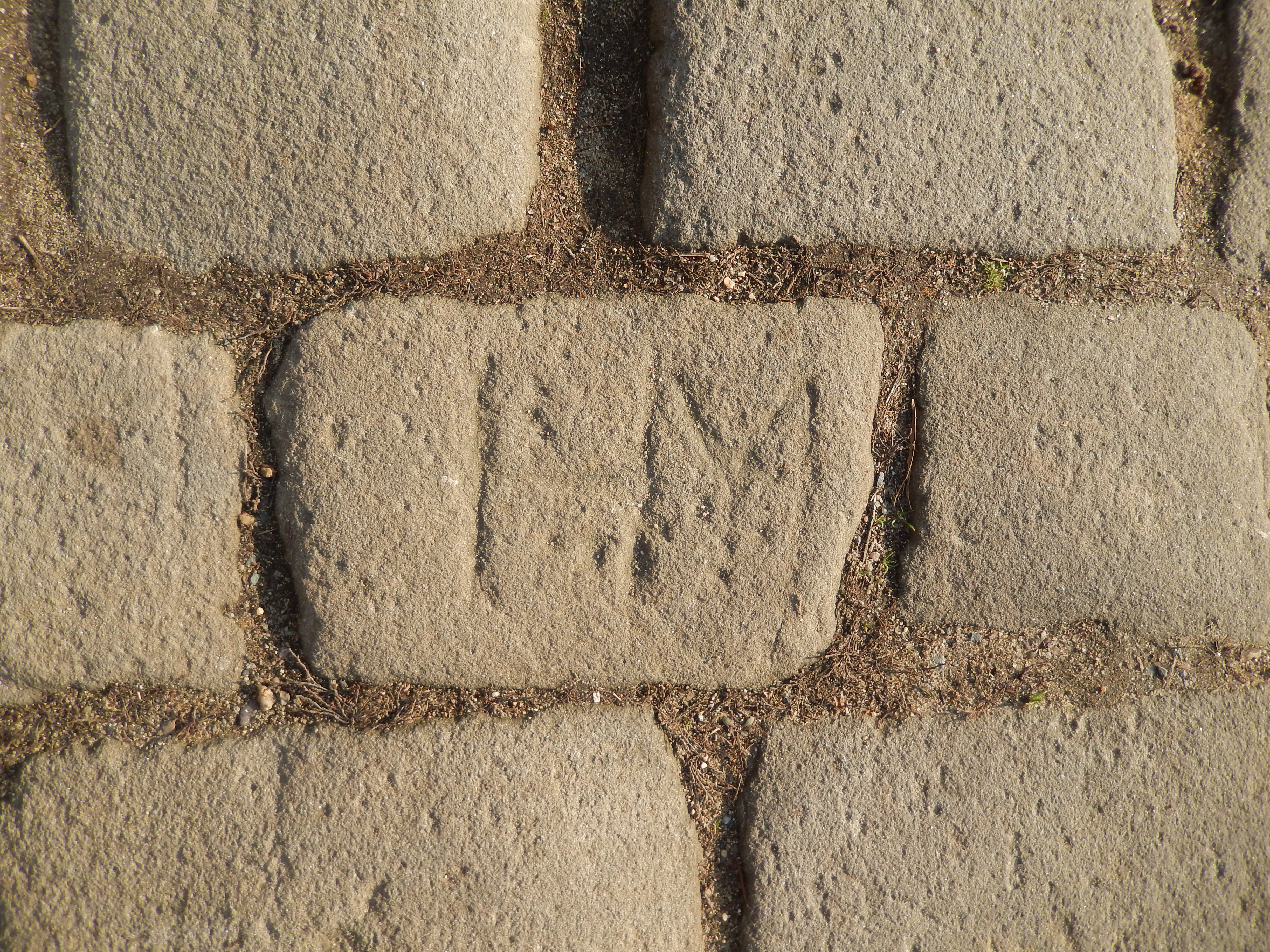
Steinmetzzeichen
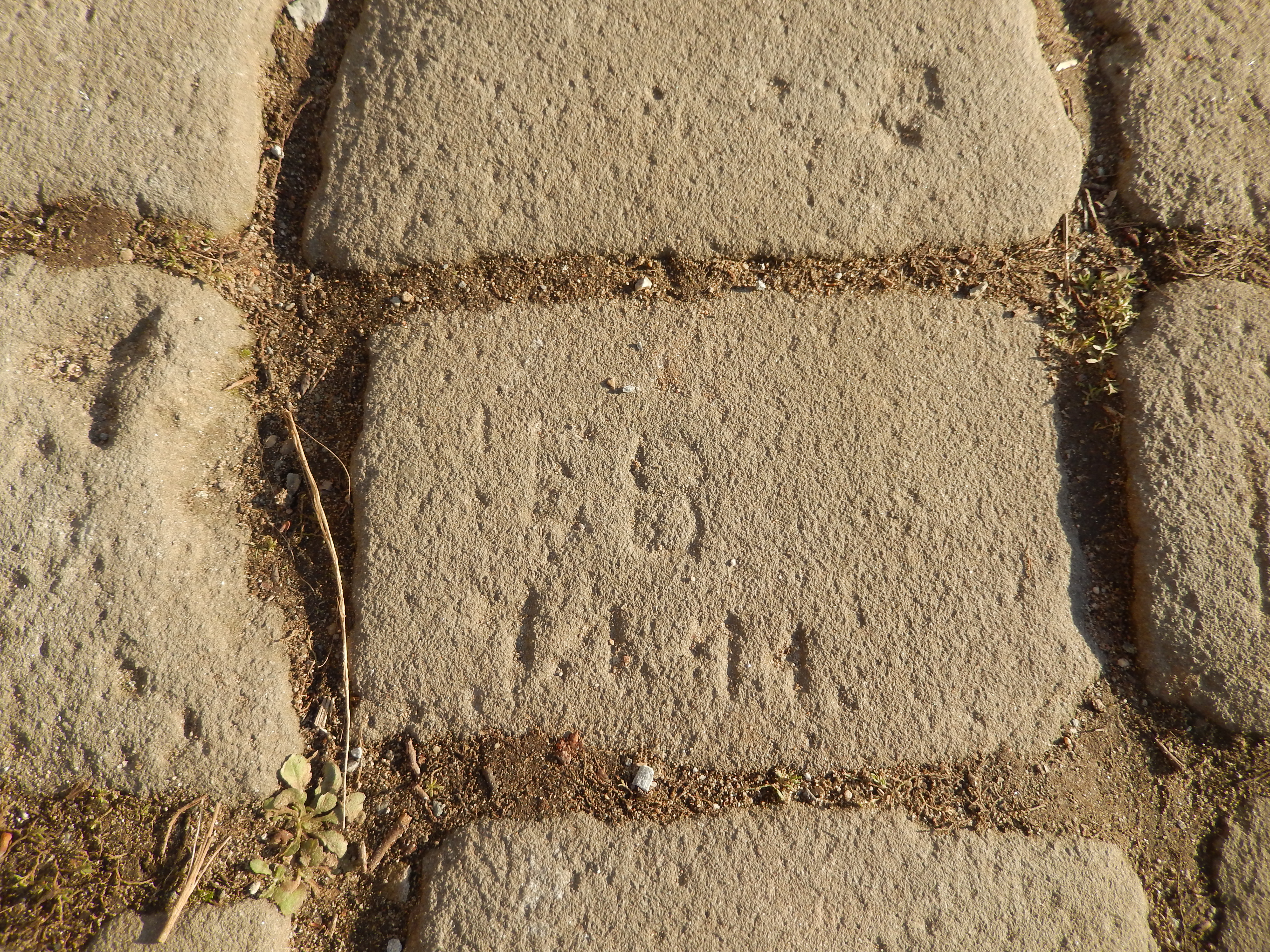
Steinmetzzeichen

## Geplante Sanierung
Der Körnerweg führt durch das Denkmalschutzgebiet Elbhänge, das Landschaftsschutzgebiet d65 Dresdner Elbwiesen und -altarme und das Fauna-Flora-Habitat 34E Elbtal zwischen Schöna und Mühlberg. Dadurch sind bei einer Sanierung Belange des Denkmalschutzes, des Landschaftsschutzes sowie des Naturschutzes zu berücksichtigen.
Der Beginn des Körnerweges vom Körnerplatz aus ist mit einem Straßenpflaster versehen und wechselt wenig später mit einem Belag aus Asphalt. Nach dem Grundstück Körnerweg 16 wechselt der Belag in das vermutlich aus dem 19. Jahrhundert stammende Sandsteinpflaster. Dessen Zustand ist allerdings sehr sanierungsbedürftig. Seit mehreren Jahren sollte eine Instandsetzung des Weges erfolgen. Bis auf ein Probestück von circa 100 Meter ist bisher wenig umgesetzt worden. Bei dem Probestück wurden Sandsteinverblender in Beton verlegt. Nach dem ersten Winter zeigten sich bereits erste Frostschäden. Es wurde auch der Vorschlag gemacht, den Weg mit Asphalt zu überziehen. Dieser könnte eingefärbt werden, wie etwa die gelben Wege im Großen Garten. Bei den Sanierungsarbeiten könnten an Rastplätzen die mit Inschriften und Steinmetzzeichen gekennzeichneten Sandsteine verlegt werden und kann somit die Tradition des Weges erhalten.